# Cleo Schreibgeräte

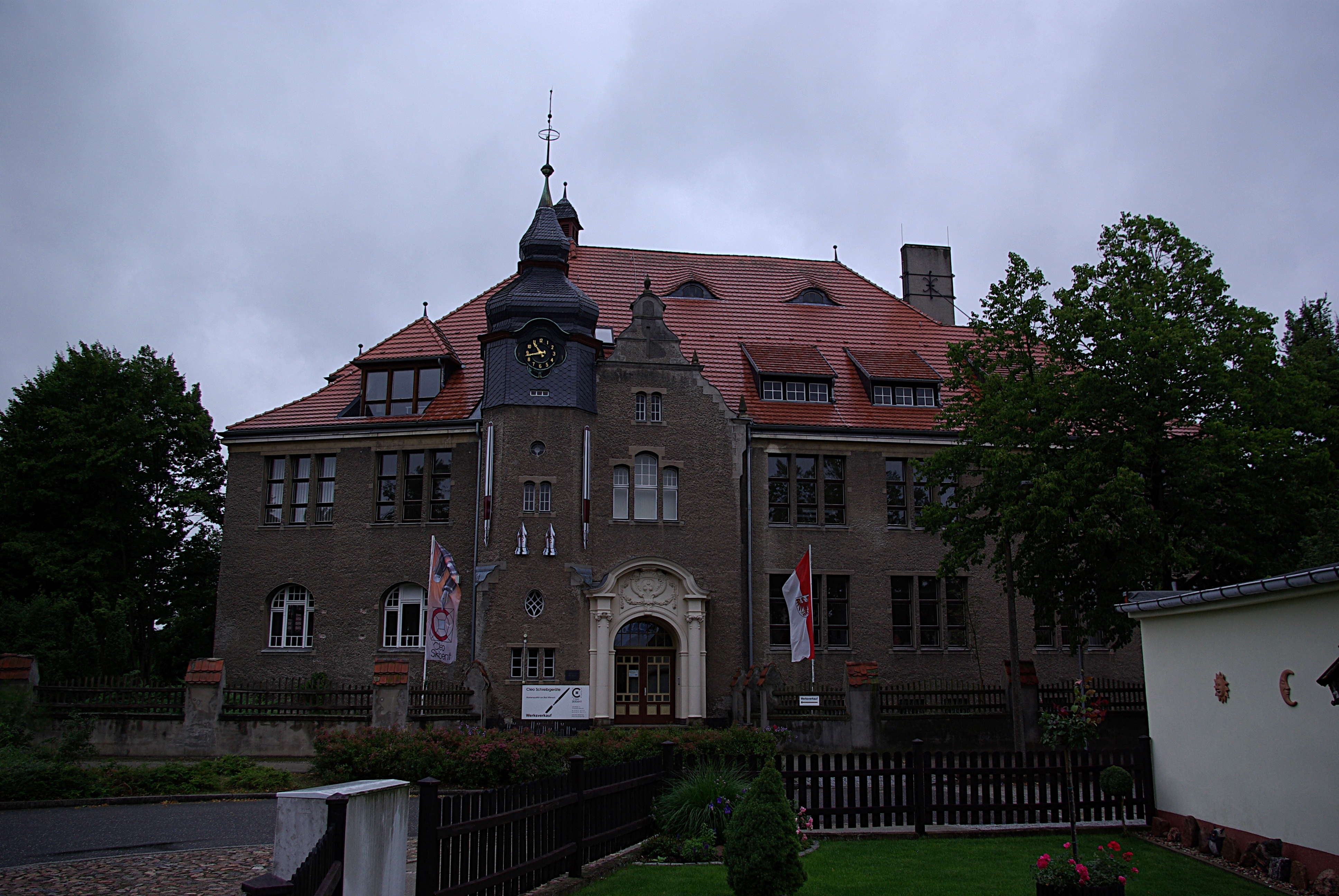
Die Alte Schule in Bad Wilsnack, hier befindet sich der Werksverkauf.

Die Cleo Schreibgeräte GmbH ist eine Schreibgerätemanufaktur aus Bad Wilsnack, die die Hausmarke Cleo Skribent vertreibt.
Zu den besonderen Fertigungstechniken zählt das Veredeln der Füllhalterfedern. Dabei werden Goldfedern mit Rhodium beschichtet. Inzwischen sind handgelackte Füllhalterfedern zum Markenzeichen von Cleo geworden. Das Bad Wilsnacker Unternehmen ist weltweit das einzige, das diese Veredelungstechnik praktiziert. 
Eine weitere Besonderheit ist der Einsatz von Ebonit in der Serienfertigung. Ebonit wurde am Anfang des 20. Jahrhunderts als Standardmaterial bei der Herstellung hochwertiger Schreibgeräte verwendet. Die Verarbeitung ist jedoch so aufwändig, dass sich beinahe alle Hersteller vom Ebonit verabschiedet hatten, als sich durch Entwicklung und Einsatz von Kunststoffen neue Verarbeitungsmöglichkeiten öffneten. 

## Geschichte
Das Unternehmen wurde 1945 von Herbert Wurach gegründet und agierte zuerst als Zuliefererbetrieb für Metallteile zur Schreibgeräteherstellung. Die Anfangsbedingungen waren von Nachkriegsmangel sowohl im Investitionsbereich als auch bei der Materialbeschaffung geprägt. Da die Mitarbeiter sich damals ironisch mit „den Alten Ägyptern“ verglichen haben sollen, soll dies Grund für den Namen der ersten hauseigenen Schreibgeräte-Kollektion „Cleopatra“  gewesen sein, aus dem kurze Zeit später CLEO hervorging.
Das Unternehmen expandierte schnell, wurde 1956 verstaatlicht und in die sozialistische Planwirtschaft als Produktionsstätte fest eingebunden. Dadurch stieg die Produktion rasant an und bereits Anfang der 1960er Jahre wurden in Bad Wilsnack mehr als 600.000 Schreibgeräte pro Jahr hergestellt. Der internationale Durchbruch gelang 1964 mit den Tuschezeichengeräten der Serie SKRIBENT, die in allen ehemaligen Ostblockländern vertrieben und für technische Zeichner ein wichtiges Arbeitsmittel wurden. In den 1970er Jahren verließ jedes Jahr beinahe 1.000.000 Skribente das Werk in Bad Wilsnack, in dem 55 Mitarbeiter beschäftigt waren. 
Mit der Wende brach die Vertriebsstruktur zusammen, Materialzulieferer stellten ihre Aktivitäten über Nacht ein und das Konsumverhalten änderte sich schlagartig. Wieder standen die Mitarbeiter vor Herausforderungen: Erschließung neuer Märkte, Privatisierung sowie Entwicklung neuer Produkte waren die wichtigsten. So agierte Cleo unmittelbar nach der Wende hauptsächlich als Zulieferer von Komponenten für etablierte Schreibgerätehersteller in den alten Bundesländern. Mitte der 1990er Jahre gelang auch der internationale Durchbruch im Bereich der Veredelung der Füllhalterfedern. 
Seit dem Ende der 1990er Jahre werden wieder Schreibgeräte unter der Hausmarke Cleo Skribent angeboten, die sich vor allem durch aufwändige Handfertigung, Formübergänge und handgelackte Füllhalterfedern auszeichnen.